# Siciònids
Els siciònids (Sicyoniidae) són una família de crustacis decàpodes del subordre dendrobranquiats.

## Sistemàtica
La família conté un únic gènere, Sicyonia, amb 53 espècies descrites.